# Thốc Phát Ô Cô
Thốc Phát Ô Cô (giản thể: 秃发乌孤; phồn thể: 禿髮烏孤; bính âm: Tūfà Wūgū) (?-399), gọi theo thụy hiệu là Vũ Uy Vũ Vương (武威武王), là vua khai quốc của nước Nam Lương trong lịch sử Trung Quốc. Ông ban đầu là một chư hầu của hoàng đế Lã Quang nước Hậu Lương, song khi thấy Lã Quang cai trị người dân một cách tồi tệ, ông đã tuyên bố độc lập vào năm 397. Ông chỉ trị vì hai năm trước khi qua đời vì vết thương trong một tai nạn khi cưỡi ngựa.

## Trước khi độc lập
Cha của Thốc Phát Ô Cô là Thốc Phát Tư Phục Kiền, người này là một chắt trai của tướng người Tiên Ti Thốc Phát Thụ Cơ Năng vào đầu thời nhà Tấn và đã từng là một mỗi đe dọa cho Tấn dưới thời cai trị của Tấn Vũ Đế. Thốc Phát Tư Phục Kiến trở thành tộc trưởng bộ lạc vào năm 356 và là một chư hầu của Tiền Tần, song không rõ thời điểm ông qua đời và Thốc Phát Ô Cô lên kế vị.
Thốc Phát Ô Cô được mô tả là dũng mãnh và đầy tham vọng, và ông đã nghĩ ra nhiều cách để chiếm được Lương Châu (涼州, nay là trung bộ và tây bộ Cam Túc). Tướng Phân Di (紛陁) đã khuyên ông rằng ông cần mẫn cán, khuyến khích nông nghiệp, cai trị hiệu quả và công bằng. Ông đã cố gắng thực hiện theo đề xuất của Phân Di và khả năng của ông đã sớm được biết đến. Năm 394, vua Lã Quang của Hậu Lương, cử sứ thần đến để phong cho Thốc Phát Ô Cô làm một tướng lĩnh, và Thốc Phát Ô Cô đã phải suy tính về việc có nên tiếp nhận tước hiệu này không. Hầu hết các quân sư của ông muốn từ chối việc bổ nhiệm này do họ cảm thấy nhục nhã nếu trở thành chư hầu của Hậu Lương, song chiến lược gia Thạch Chân Nhược Lưu (石真若留) đã chỉ ra rằng Thốc Phát Ô Cô chưa đủ sức để chống lại Lã Quang, và rằng ông nên khuất phục để khiến cho Lã Quang kiêu ngạo. Thốc Phát Ô Cô đồng ý và chấp thuận nhận sự bổ nhiệm của Hậu Lương.
Năm 395, Thốc Phát Ô Cô tấn công một số bộ lạc không chịu thần phục mình ở xung quanh, bao gồm Ất Phất (乙弗) và Chiết Quật (折掘), buộc họ phải khuất phục. Ông cho xây dựng Liêm Xuyên bảo (廉川堡, nay thuộc Hải Đông, Thanh Hải) để làm tổng hành dinh. Cũng trong năm 395, Lã Quang phong cho ông là Quảng Vũ quận công.
Năm 396, khi Lã Quang xưng là "Thiên vương", ông ta đã cố gắng trao các tước hiệu vinh dự hơn cho Thốc Phát Ô Cô, song lúc này Thốc Phát Ô Cô lại từ chối và nói với sứ thần của Lã Quang:
Các con trai của Lã Thiên vương đều tham ô và vô đạo. Các cháu trai của ông ta đặc biệt hung bạo và tàn nhẫn. Người dân gần xa đều giận dữ và sắc sàng nổi dậy. Ta làm sao có thể chống lại người dân và chấp thuận các tước hiệu bất công này? Ta sẽ tự xưng tước vương cho mình.
Thốc Phát Ô Cô mặc dù từ chối nhận các tước hiẹu song lại giữ lại các nhạc sĩ và nghệ sĩ do Lã Quang cử đến như là một phần của việc phong tước.
Năm 397, sau khi Lã Quang thất trận trước vua Khất Phục Càn Quy của Tây Tần, Thốc Phát Ô Cô đã xưng là Tây Bình vương và cải niên hiệu, cũng có nghĩa là lập nên nước Nam Lương. Sau đó ông chiếm Kim Thành (金城, nay thuộc Lan Châu, Cam Túc) của Hậu Lương, thành này vừa được Hậu Lương chiếm từ tay Tây Tần vào đầu năm. Lã Quang cử tướng Đậu Cẩu (竇苟) đi đánh Nam Lương song đã thất bại trước Thốc Phát Ô Cô.

## Trị vì
Mục đích chính của Thốc Phát Ô Cô là khiến cho Hậu Lương suy yếu và cuối cùng chiếm lấy kinh thành Cô Tang (姑臧, nay thuộc Vũ Uy, Cam Túc) của họ. Đến năm 397, khi tướng Quách Nôn (郭黁) của Hậu Lương nổi loạn và bị Lã Toản tấn công, ông ta đã nhờ Nam Lương trợ giúp, Thốc Phát Ô Cô đã cử em trai là Thốc Phát Lợi Lộc Cô đến tiếp việc cho Quách, tuy vậy sau đó Quách lại đầu hàng Tây Tần. Năm 398, hai tướng khác của Hậu Lương là Dương Quỹ (楊軌) và Vương Khất Cơ (王乞基) đã khuất phục Thốc Phát Ô Cô, và đến cuối năm Thốc Phát Ô Cô đã đánh bại tộc trưởng người Khương là Lương Cơ (梁饑), và sau chiến thắng này, các bộ lạc Khương và Hung Nô ở phía nam của Hồng Trì lĩnh (洪池嶺, nay cũng thuộc Vũ Uy) đều khuất phục ông. Cùng năm, ông chuyển tước hiệu từ Tây Bình vương thành Vũ Uy vương, có lẽ ám chỉ việc ông cuối cùng sẽ chiếm Cô Tang.
Vào mùa xuân năm 399, Thốc Phát Ô Cô dời đô đến Lạc Đô (樂都, nay thuộc Hải Đông, Thanh Hải). Sử sách mô tả lại rằng vào khoảng thời gian này, ông đánh giá người tài rất hiệu quả, và bất kể thuộc cấp là người Hán hay người Hồ, ông đều đặt họ vào các vị trí tương ứng với tài trí. Ông cũng tìm kiếm lời khuyên về việc nên đánh nước nào trước trong số các nước Tây Tần, Hậu Lương và Bắc Lương. Dương Thống (楊統) đã chỉ ra rằng Lã Quang không đủ năng lực và rằng các con trai của ông ta không tin tưởng lẫn nhau, và Thốc Phát Ô Cô nên cho quân đến quấy rối vùng biên giới với Hậu Lương và cuối cùng chinh phục nước này. Khi hai con trai Lã Thiệu và Lã Toản của Lã Quang đem quân đi đánh Bắc Lương vào cuối năm, Thốc Phát Ô Cô đã cho quân đến cứu viện theo yêu cầu của vua Đoàn Nghiệp, giúp nước này ngăn chặn được cuộc tấn công của Hậu Lương.
Sau đó, Thốc Phát Ô Cổ đã ngã khỏi ngựa trong lúc say rượu, và ông bị thương nặng ở ngực. Ông nói trong khi vẫn cười: "Ta đang làm cho Lã Quang cùng các con trai của hắn vui sướng!" Khi bệnh tình trở nên tồi tệ hơn, ông lệnh rằng một người nhiều tuổi nên kế vị mình, và do đó các quý tộc đã ủng hộ Thốc Phát Lợi Lộc Cô trở thành vua mới.